# FR-F1
L'FR-F1 è un fucile di precisione francese, progettato per l'utilizzo da parte dei tiratori scelti, con forcella d'appoggio ed impugnatura a pistola. L'arma è basata sul meccanismo del MAS 36.

## Storia
Il fucile è stato prodotto dalla Manufacture d'armes de Saint-Étienne (MAS). Venne progettato intorno alla munizione d'ordinanza 7,5 × 54 mm MAS, prima di essere convertito per accettare la 7,62 × 51 mm NATO.
L'FR-F1 è stato utilizzato per la prima volta in combattimento dal Groupe d'intervention de la Gendarmerie nationale durante la presa di ostaggi a Loyada del 3-4 febbraio 1976, e poi dalla Legione Straniera nella Mauritania nel 1977 contro il Fronte Polisario e durante la battaglia di Kolwezi nello Zaire nel maggio 1978 per liberare degli ostaggi europei.
È stato in dotazione all'esercito francese dal 1966 al 1984 quando fu sostituito dal FR-F2, tuttora in servizio.

## Tecnica
L'arma è un fucile a otturatore girevole-scorrevole e monta l'otturatore del MAS 36. L'arma risulta molto precisa grazie alla combinazione della canna flottante e di un efficiente freno di bocca. Normalmente l'arma è dotata di un bipiede con gambe regolabili a metà della lunghezza del fucile.